# Maxime Tremblay
Maxime Tremblay est un comédien québécois né le 15 juillet 1976.

## Filmographie
- 1995 : Tendre Guerre : Antoine
- 1996 : Marguerite Volant : Petitgars
- 1997 : Diva : Adrien Léger
- 2005-2011 : Providence : Antonin Lavoie
- 2006 : C.R.A.Z.Y. : Christian Beaulieu (24 à 30 ans)
- 2006-2007 : François en série : l'artiste en lui
- 2007 : Contre toute espérance : le serveur
- 2007- : Stan et ses stars (série télévisée) : Jérémie
- 2009 : La Galère : Ti-Cul Desmarais
- 2010-2012 : Tranches de vie : Bruno Roy
- 2023 : Stat : Stéphane Hébert

### Autres
- 2007-2013 : Publicités Rogers